# Saint-Nizier-sur-Arroux
Saint-Nizier-sur-Arroux ist eine französische Gemeinde mit 123 Einwohnern (Stand 1. Januar 2022) im Département Saône-et-Loire in der Région Bourgogne-Franche-Comté (vor 2016 Bourgogne). Die Gemeinde gehört zum Arrondissement Autun und zum Kanton Autun-2 (bis 2015 Mesvres).

## Geografie
Saint-Nizier-sur-Arroux liegt etwa 19 Kilometer südsüdwestlich vom Stadtzentrum von Autun am Arroux. Umgeben wird Saint-Nizier-sur-Arroux von den Nachbargemeinden Saint-Didier-sur-Arroux im Norden und Nordwesten, Étang-sur-Arroux im Norden und Nordosten, La Tagnière im Osten, Dettey im Süden und Südosten, Charbonnat im Süden und Südwesten sowie Thil-sur-Arroux im Südwesten.

## Bevölkerungsentwicklung
| Jahr                      | 1962 | 1968 | 1975 | 1982 | 1990 | 1999 | 2006 | 2013 |
| ------------------------- | ---- | ---- | ---- | ---- | ---- | ---- | ---- | ---- |
| Einwohner                 | 170  | 164  | 173  | 134  | 109  | 110  | 115  | 128  |
| Quelle: Cassini und INSEE |      |      |      |      |      |      |      |      |